# GNU Zebra
Zebra es un demonio que en los sistemas unix se encarga de manejar las tablas de enrutado. Se encarga de imitar un enrutador físico. Maneja protocolos de enrutado como MPLS, BGP, OSPF, RIP, IS-IS y dos versiones más de RIP y OSPF las cuales van orientadas a IPv6.
Se usa directamente en los kernel de BSD, solaris, linux; pero solo versiones de hace 2 o 3 años. Eso no significa que esté descontinuado, pues en los kernel nuevos de los Unix mencionados usa quagga como su interfaz que interviene por sus bibliotecas y lo convierte en demonio alejado de la mano del usuario.
- Datos: Q2633122